# Kötelező adategyeztetés
A kötelező adategyeztetés Magyarországon a  pénzmosás és a terrorizmus finanszírozása megelőzéséről és megakadályozásáról szóló 2017. évi LIII. törvény 79. § által előírt olyan kötelezettség a pénzügyi intézmények számára, amelyet 2019. június 26-ig valamennyi ügyfelük esetében el kell végezniük. 
A Magyar Bankszövetség jelezte, hogy az eredeti határidőig az ügyfelek jelentős részénél az átvilágítási folyamat a határidőn belül várhatóan nem zárul le, így a határidő lejártával ezeknek az ügyfeleknek a számláit zárolni kellene.
Varga Mihály pénzügyminiszter 2019. június 21-én törvénymódosítási javaslatot nyújtott be  az Országgyűléshez, amelyben javasolta a 2019. június 26-i határidő 2019. augusztus 31-re való módosítását.

## A kötelező adategyeztetés tartalma
A kötelező adategyeztetés során a pénzintézetnek meg kell győződnie ügyfelei adatainak hatályosságáról, továbbá – a magánszemély ügyfeleknek nyilatkozniuk kell arról, hogy közszereplőnek minősülnek-e – a jogi személy ügyfeleknek (vállalatok, és egyéb szervezetek) nyilatkozatot kell tenniük a szervezet tényleges tulajdonosáról és közszereplői minőségéről.

## Az adategyeztetés sikertelenségének következményei
Amennyiben a kötelező  adategyeztetés sikertelen, akkor 2019. június 26-a után a pénzintézetnek ideiglenesen zárolnia kell az ügyfél számláját, a kötelező adategyeztetés megvalósulásáig.